# Illa de Bazaruto
L'illa de Bazaruto és una illa de Moçambic situada a 80 km al sud-est de la desembocadura del Save. És l'illa més gran de l'arxipèlag de Bazaruto. Pertany al districte d'Inhassoro, a la província d'Inhambane i forma part del Parc Nacional de Bazaruto.
Les planes costaneres mostren nombrosos llacs i un ambient pantanós que sembla de topografia càrstica. Darrere de la zona existeix roca calcària que s'ha erosionat en un paisatge esquitxat, donant lloc a la creació de pous plens d'aigua. Les precipitacions en aquest clima tropical humit ascendeix a al voltant de 850 mm (33 polzades) a l'any, en gran part concentrat en els mesos de desembre a març. El poble continental més proper a l'illa de Bazaruto és Inhassoro.
L'illa de Bazaruto Island és la localització de Prize Island, un concurs de televisió britànic produït per Endemol per ITV. La primera temporada es va emetre el 27 d'octubre 2013.